# 母校

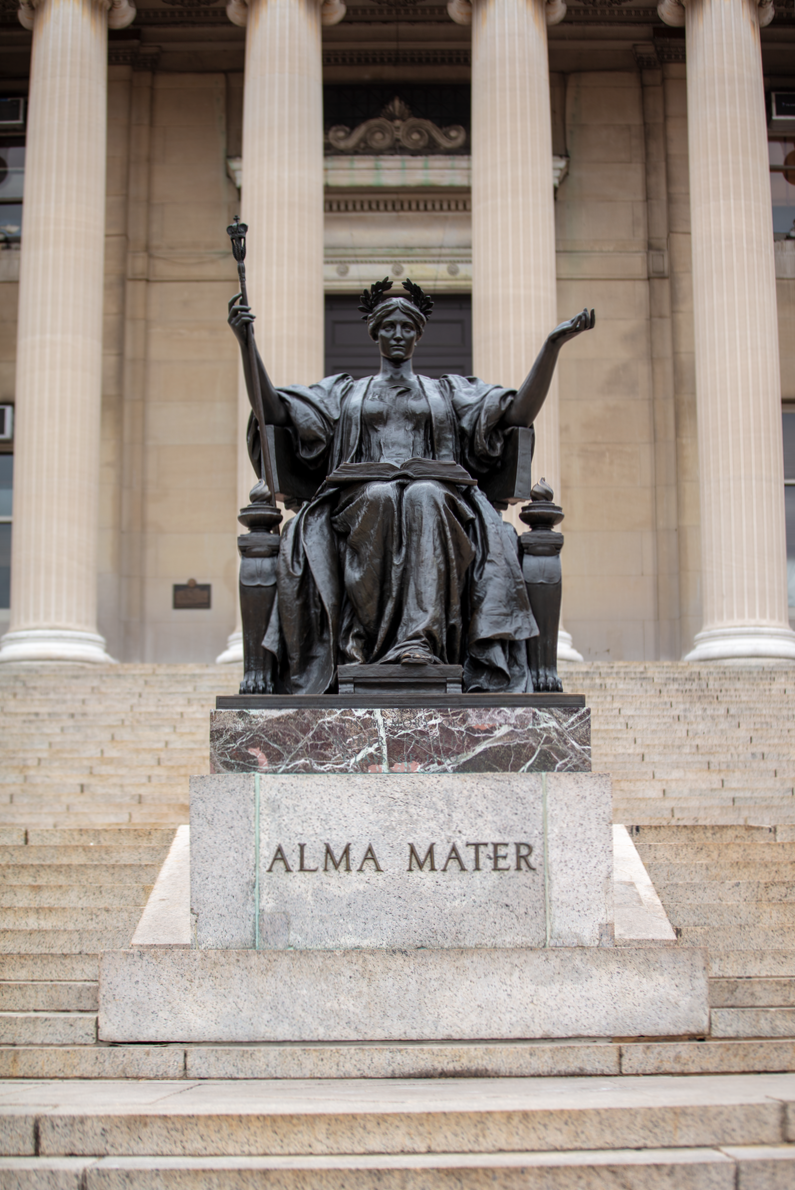
哥伦比亚大学的「智慧女神雕像」

母校（拉丁語：alma mater，英式英語發音：/ˈɑːlmə ˈmɑːtər/、美式英語發音：/ˈælmə ˈmeɪtər/），源自拉丁語，本意「母親的哺乳」，詞源與校歌相通，是一個使用於古羅馬各式地母神的頭銜，特別是刻瑞斯或者西芭莉（希臘神話），亦使用於中世紀基督教的聖母瑪利亞。
位於義大利的博洛尼亚大学於1988年，430位大学校长在大學著名的大广场上共同签署了欧洲大学宪章 (Magna Charta Universitatum Europaeum)，正式承认与宣布博洛尼亚大学为Alma Mater Studiorum，為世界上所有大學的母校。

## 語境
拉丁語一詞用作「母校」解時，意味「滋潤頭腦」、「餵食知識」、「慷慨的母親」(generous mother)。。

## 現代的母校
在現代，其義指一個人在教育機構接受教育，在該機構接受到教育的「滋養」，畢業後即稱其為母校。一般而言，母校一詞用在高等教育機構上，學生從大學獲得學士學位，或從法學院、商學院、醫學院等獲得專業碩士學位及博士學位等，畢業生會稱其完成教育的機構為母校。更有延伸至初等教育或中等教育機構上，如小學或中學，一般人也會稱其為母校。

### 美洲
- 在美國，学生在一个学院接受大學教育，畢業之後學生會獲得第一個學位，之後學生繼續往專業學院深造，如法學院、商學院、醫學院獲得JD、MBA、MD等碩士級學位，若繼續深造，則取得哲學博士學位。因此一位接受美國教育人士，可能會擁有多所母校。

### 歐洲
- 在歐洲，由於博洛尼亚进程的緣故，學位也分為學士、碩士、博士三個等級學位。例如法國的大學校所頒發的學位被認可為碩士等級，與一般大學所頒發的學士學位有等級上的不同。

### 亞洲
- 在台湾，通常不區分畢業與否，只要曾在該教育機構接受教育的學生，皆稱該教育機構為母校[5]。
- 在中国大陆，一般「母校」的使用並不囿於「畢業」學校，也包含肄業、修業等教育機構[6]。
- 在日本，母校的使用，常用於頒發學士學位、碩士[註 1]或博士學位的教育機構，若未接受高等教育，則常以高中為母校。東京大學舉辦的Back to Alma Mater Project，即研究所學生回到高中去介紹大學生活，以及大學研究的一個企劃，該企畫用“alma mater”來稱呼高中[7]。少數如京都大學網站的日本人諾貝爾獎得主列表中，則以各人取得學士學位的教育機構作為alma mater的代表[8]。小學館出版的數位大辭泉，說明母校為個人在該地曾經受過教育而後畢業的學校[9]；三省堂出版的大辭林，說明母校為個人在該地曾經受過教育而後畢業的學校，或是目前正在該地學習中的學校[10]。